# آي بي إم سيكويا
آي‌ بي‌ إم سيكويا (بالإنجليزية: IBM Sequoia)‏ حاسوب فائق قامت آي بي إم ببناءه لصالح إدارة الأمن النووي الوطني (NNSA) كجزء من محاكاة متقدمة وبرنامج الحوسبة (ASC) وتم تسليمه إلى مختبر لورانس ليفرمور الوطني في 2011 واكتمل في يونيو 2012.
في 14 يونيو 2012 أعلنت لجنة مشروع توب500 أن حاسوب سيكويا حل محل حاسوب حاسوب كيه كأسرع حاسوب فائق في العالم. ومع LINPACK بلغ أداءه 16.32 بيتا فلوبس وكان أسرع بـ 55 مرة من حاسوب كيه التي بلغت سرعته 10.51 بيتا فلوبس ويمتلك 123% أكثر من أنوية حاسوب كيه التي تبلغ 705,024 نواة، سيكويا أكثر كفاءة في استخدام الطاقة ويستهلك 7.9 ميغا واط بفارق أقل من 37% عن حاسوب كيه 12.6 ميغا واط.